# Municipio de Des Moines (condado de Lee)
El municipio de Des Moines (en inglés: Des Moines Township) es un municipio ubicado en el condado de Lee en el estado estadounidense de Iowa. En el año 2010 tenía una población de 721 habitantes y una densidad poblacional de 6,97 personas por km².

## Geografía
El municipio de Des Moines se encuentra ubicado en las coordenadas 40°30′19″N 91°32′53″O / 40.50528, -91.54806. Según la Oficina del Censo de los Estados Unidos, el municipio tiene una superficie total de 103.51 km², de la cual 102,2 km² corresponden a tierra firme y (1,26 %) 1,31 km² es agua.

## Demografía
Según el censo de 2010, había 721 personas residiendo en el municipio de Des Moines. La densidad de población era de 6,97 hab./km². De los 721 habitantes, el municipio de Des Moines estaba compuesto por el 97,36 % blancos, el 0,14 % eran afroamericanos, el 0,14 % eran amerindios, el 0,28 % eran asiáticos, el 1,11 % eran de otras razas y el 0,97 % eran de una mezcla de razas. Del total de la población el 1,11 % eran hispanos o latinos de cualquier raza.